# Mezzogiorno
El Mezzogiorno (en italiano, literalmente, «mediodía», con el significado de zona sur o meridional) o Mediodía italiano es la macrorregión meridional de la República Italiana.
Dentro de la península itálica el límite septentrional del Mezzogiorno suele marcarse por una línea que va desde Terracina (Lacio), en el mar Tirreno, hasta San Benedetto del Tronto (Marcas), en el mar Adriático; en tal sentido, el Mezzogiorno incluiría el espacio geográfico y cultural de lo que fueron el Reino de Sicilia y de las Dos Sicilias. Su extensión total sería de 123.024 km² y su población (2017) es de 20.783.337 habitantes.

## Historia
A partir del siglo VIII a. C. las costas del sur de Italia constituyeron la llamada Magna Grecia, 
la cual se volvió, entre los siglos IV y III a. C., parte integrante de la Italia romana, hasta la caída del Imperio romano de Occidente.
Durante la Edad Media, lombardos, bizantinos y árabes se disputaron el control sobre la región, hasta que, con la llegada de los normandos, todas las tierras itálicas meridionales quedaron unificadas en un único reino: el Reino de Sicilia, en el año 1130. A las dinastías normandas se sucedieron las dinastías suabas y angevinas, hasta que, tras las Vísperas sicilianas, el mismo reino quedó dividido en una parte peninsular —conocida como Reino de Nápoles— y una parte insular, que siguió llamándose Reino de Sicilia, pero con su territorio limitado a la sola isla homónima.
Más adelante ambos reinos pasaron a ser gobernados por dinastías aragonesas y, tras las guerras de Italia, por la Monarquía Hispánica (dentro de la cual fueron administrados a través del Consejo de Italia), pasando después a los Habsburgo de Austria, hasta volver a ser un único reino independiente, conocido como Reino de las Dos Sicilias, bajo la Casa de Borbón-Dos Sicilias. Hacia la mitad del siglo XIX, al igual que todos los demás Estados italianos preunitarios, también el Reino de las Dos Sicilias acabará formando parte del Reino de Italia, bajo la dinastía de los Saboya.
A lo largo del siglo XX, el Mezzogiorno, pese a un lento desarrollo, se ha mantenido con estándares económicos inferiores a los del centro y norte de Italia y al promedio de Europa Occidental. Al concluir la Segunda Guerra Mundial se constituyó la llamada Cassa del Mezzogiorno con el supuesto objetivo de financiar obras infraestructurales y proyectos de desarrollo agrícola e industrial en las regiones meridionales. Sin embargo, pese al establecimiento de varios focos de desarrollo, la extensa región siguió manteniéndose menos desarrollada en comparación al resto del país, y dedicada principalmente a la producción agrícola y al turismo.
El Mezzogiorno es, sin embargo, una zona en donde perviven costumbres más tradicionales[cita requerida], la natalidad del sur de Italia es aún bastante mayor que la de las demás regiones de Italia[cita requerida], hecho que, al sumarse a una economía menos industrializada, ha promovido y aun promueve una constante emigración de sus habitantes jóvenes hacia las ciudades del centro  (especialmente Roma) y del Norte de Italia (principalmente Milán y Turín), así como también a otros países europeos o de otras regiones del mundo.

## Cerdeña
Incluir a la isla de Cerdeña a esta macrorregión es controvertido[cita requerida], por su posición geográfica, historia peculiar, especificidad lingüística y cultural más afines a la Italia central, así como varias diferencias socioeconómicas distintas que las otras regiones consideradas. A pesar de esto, habitualmente se incluye Cerdeña también en la noción de Mezzogiorno, debido a condiciones económicas más parecidas a tal macrorregión que al norte de Italia

## Galería

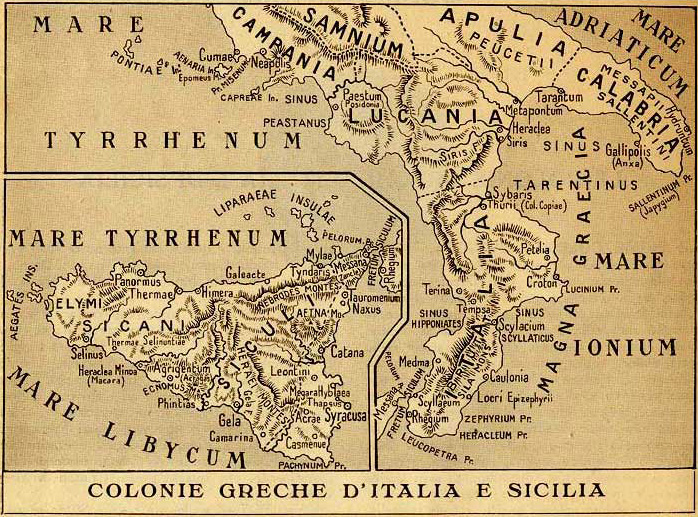
Colonias griegas en la Magna Graecia.
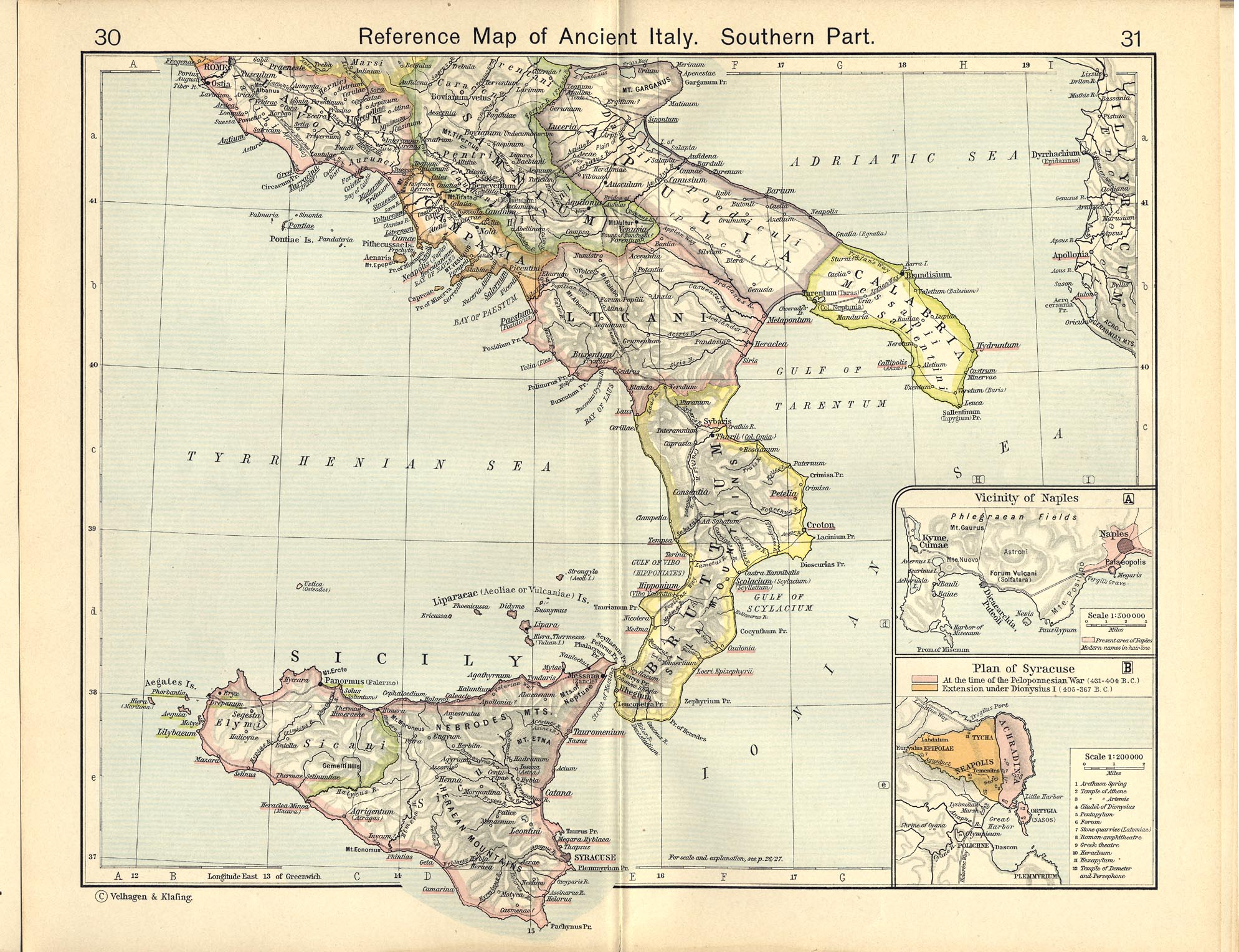
El sur de Italia en los tiempos de Augusto.
El sur de Italia en la época de la Magna Graecia.
El sur de Italia en 1112.
El Reino de Sicilia en 1154.
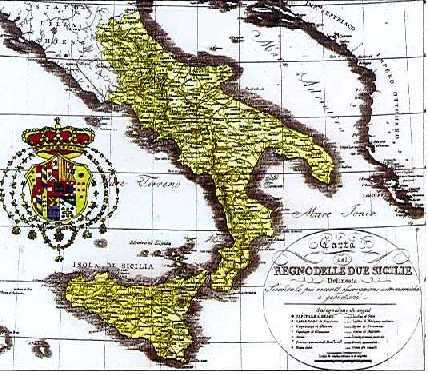
El Reino de las Dos Sicilias.
Provincias y distritos del Reino de las Dos Sicilias.
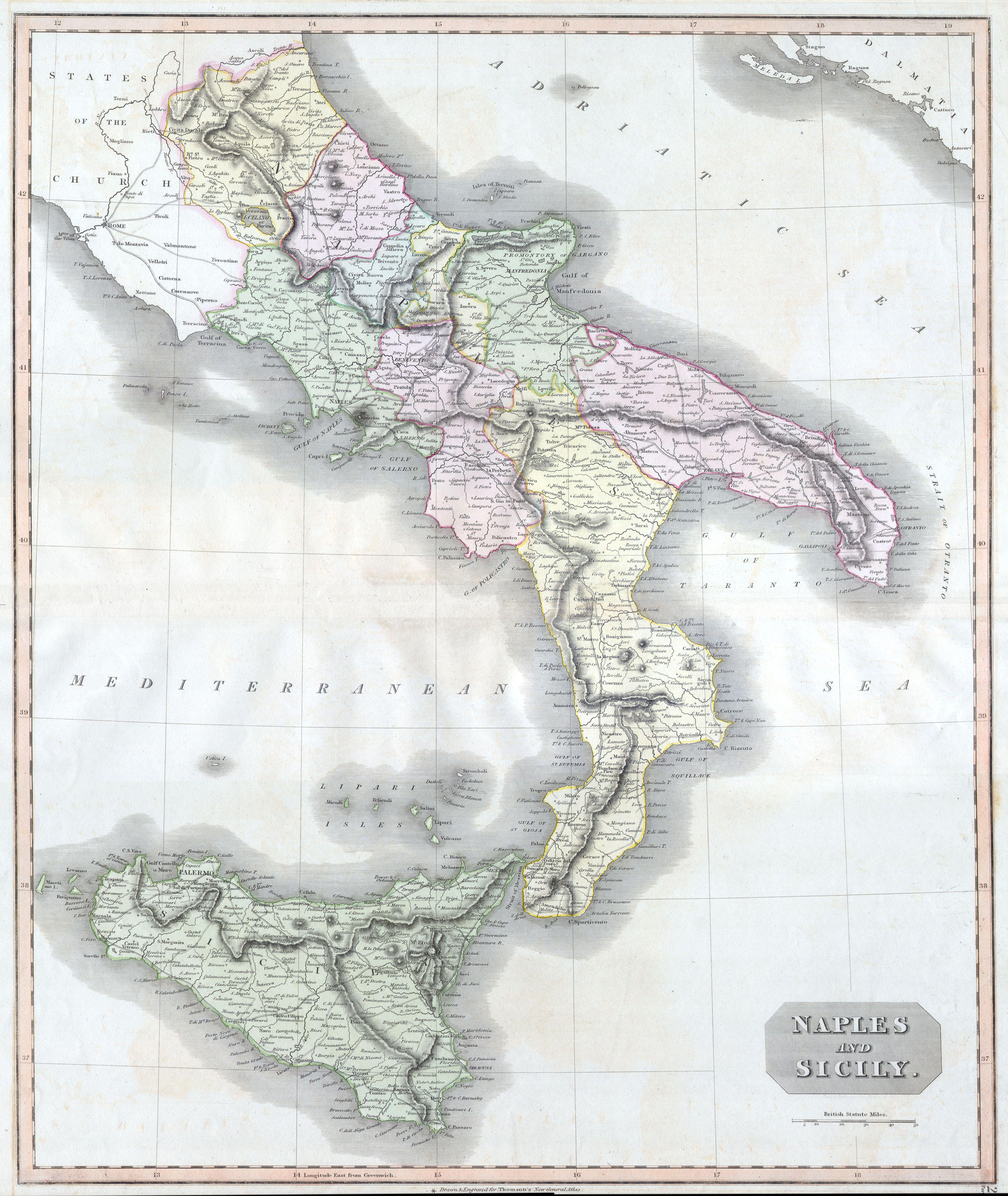
El sur de Italia en 1814.
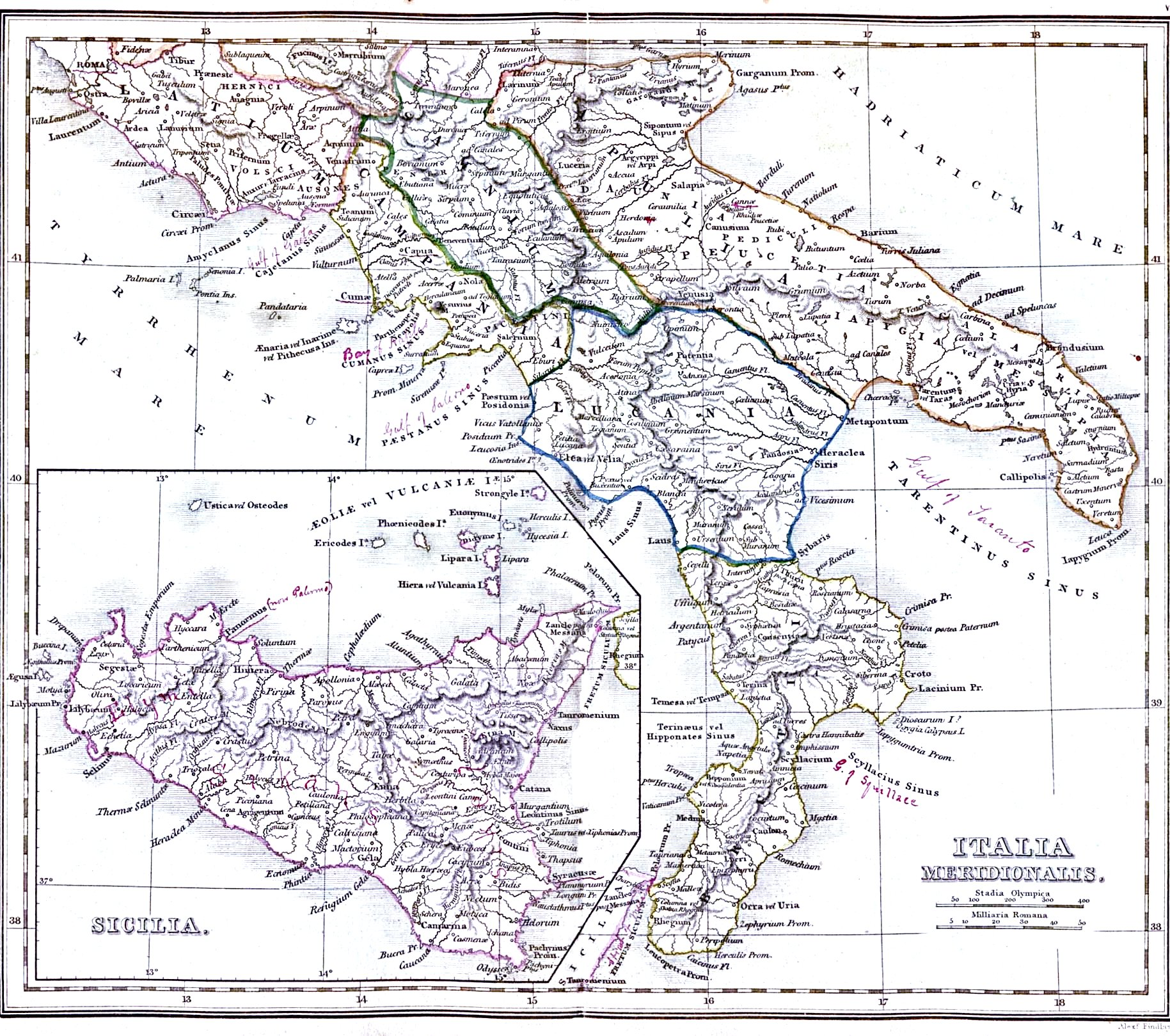
El sur de Italia en 1849.
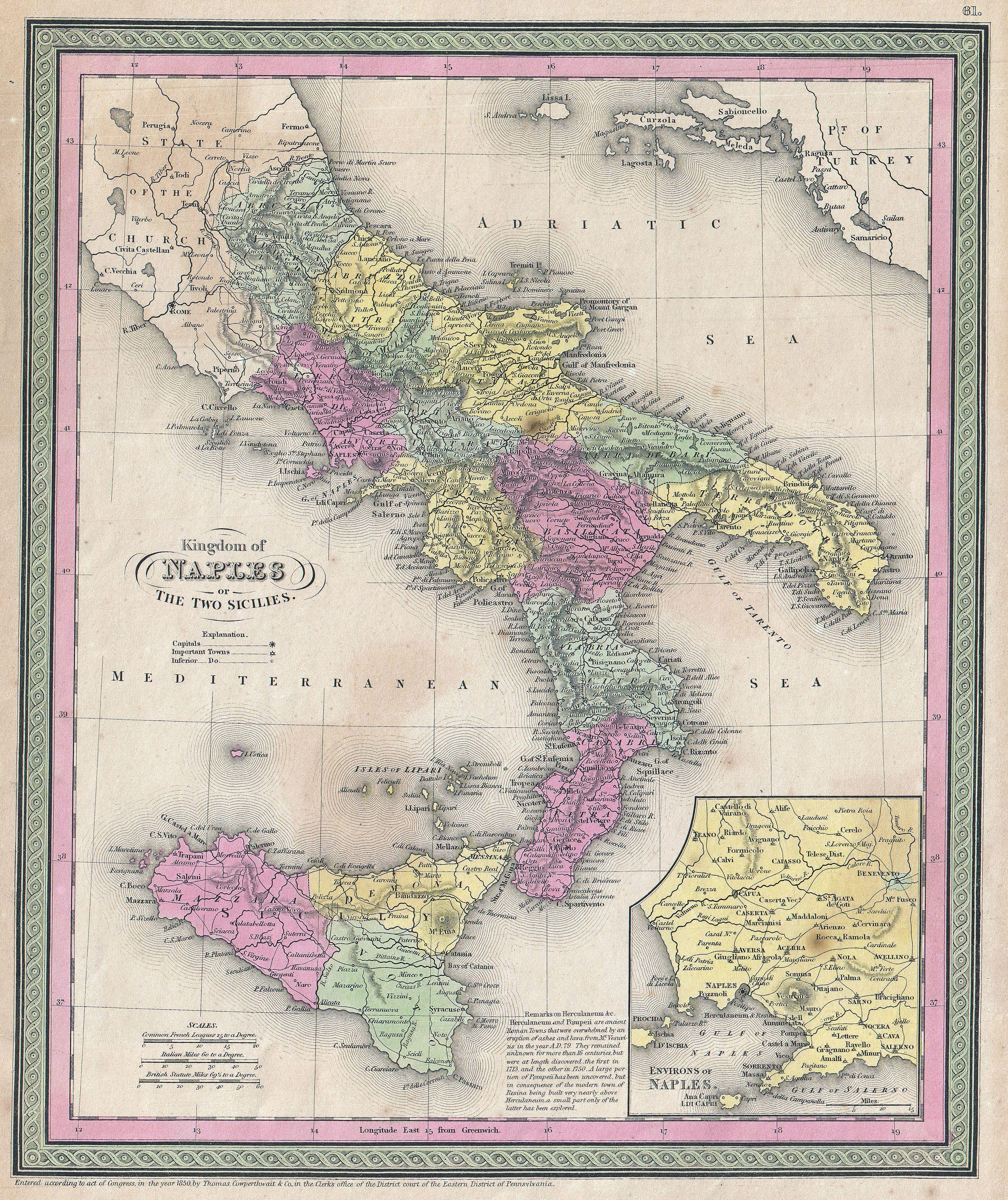
Mapa detallado del Reino de las Dos Sicilias en 1853.
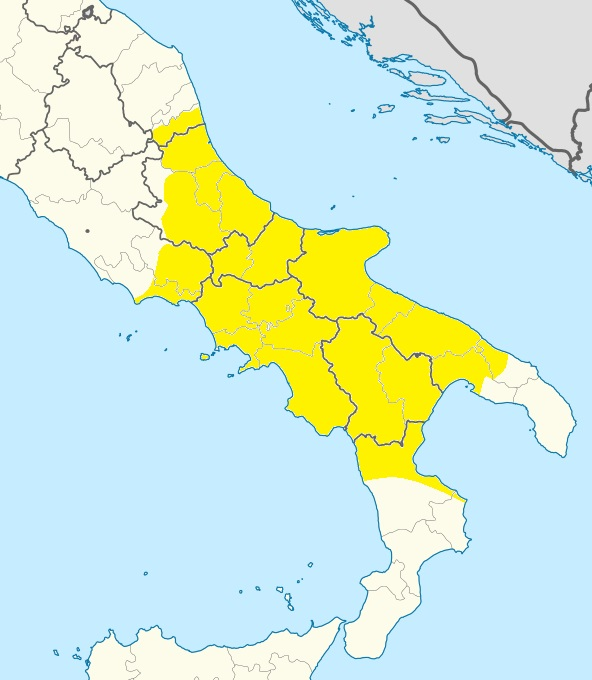
Zonas dialectales del italiano meridional (dialetti italiani meridionali intermedi)
Zonas dialectales del italiano extremomeridional (dialetti italiani meridionali estremi)